# PF-103級フリゲート
PF-103級フリゲート（英語: PF-103 class frigate）は、アメリカ合衆国が軍事援助のために建造したフリゲートの艦級。ジェーン海軍年鑑ではコルベットと種別している。

## 来歴
1950年代初頭、イタリア海軍はアルバトロス級の建造に着手した。これは同国のアンサルド社 (Gio. Ansaldo & C.) が輸出用に開発した設計を採用しており、戦後初のイタリア国産コルベットであったが、NATOの相互防衛援助協定 (Mutual Defense Assistance Act) に基づく資金援助を受けていた。またその後、オランダ海軍とデンマーク海軍向けに準同型艦が建造されたが、これらはアメリカ海軍艦として建造されたのちに両国海軍に引き渡されるという手順を踏んでいた。
その後、アメリカ海軍自身も同級の建造の権利を取得し、友好国への軍事援助の一環として準同型艦を建造することとした。これによって建造されたのが本級である。まずイラン海軍向けとして1961年度計画で2隻が、1966・7年度計画で1隻ずつが発注された。またタイ海軍向けとして、1969年度・1972年度計画で1隻ずつが発注された。

## 設計
上記の経緯より、基本的にはアルバトロス級に準じた設計とされている。また特に、イタリアが同級を元にインドネシア海軍向けに建造したパチムラ級コルベットとの類似性が指摘されている。
艦砲としては、船首尾甲板に50口径76mm単装速射砲を1基ずつ搭載し、Mk.63 砲射撃指揮装置によって管制した。また対空兵器として、船楼甲板後端部に56口径40mm連装機銃1基を搭載し、Mk.51 射撃指揮装置によって管制した。
タイ海軍では1980年代に近代化改修を行い、31番砲を62口径76mm単装速射砲、32番砲を70口径40mm単装機銃に換装し、76mm砲のGFCSもWM22-61に更新した。
またイラン海軍でも、1980年代にヘッジホッグ対潜迫撃砲を撤去して87口径23mm連装機銃を搭載したのち、1990年には90口径20mm単装機銃に再換装した。またその後、2007年には、「ナグディ」の31番砲を62口径76mm単装速射砲（Fajr-27）に更新するとともに、32番砲を撤去してC-802艦対艦ミサイル4発と3連装短魚雷発射管を搭載する近代化改修が行われた。

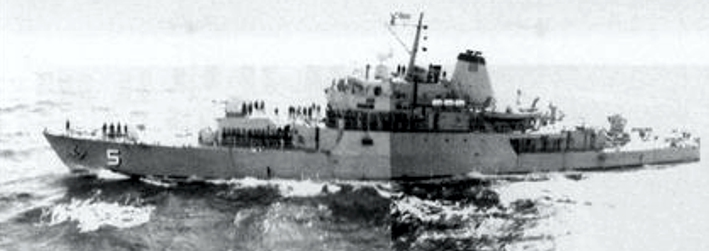
タイ海軍「ターピー」（1983年）
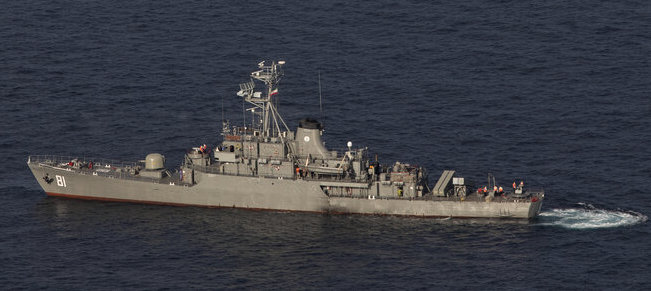
イラン海軍「バヤンドゥー」（2019年）

### 兵装・電装諸元表 (新造時)
|          | バヤンドゥー級              | ターピー級                  |
| -------- | --------------------------- | --------------------------- |
| 兵装     | 50口径76mm単装速射砲×2基    | 50口径76mm単装速射砲×2基    |
| 兵装     | 56口径40mm連装機銃×1基      |                             |
| 兵装     | ヘッジホッグ対潜迫撃砲×1基  |                             |
| 兵装     | 爆雷投射機×4基              | 3連装短魚雷発射管×2基       |
| 兵装     | 爆雷投下軌条×2条            | 爆雷投下軌条×1条            |
| FCS      | Mk.63 (76mm砲用)            | Mk.63 (76mm砲用)            |
| FCS      | Mk.51 (40mm機銃用)          |                             |
| レーダー | AN/SPS-6 対空・対水上捜索用 | AN/SPS-6 対空・対水上捜索用 |
| ソナー   | AN/SQS-17 探信儀            | AN/SQS-17 探信儀            |

## 同型艦一覧
| 運用国   | 米船体番号 | #    | 艦名                         | 造船所                          | 起工           | 進水            | 就役           | 退役                               |
| -------- | ---------- | ---- | ---------------------------- | ------------------------------- | -------------- | --------------- | -------------- | ---------------------------------- |
| イラン   | PF 103     | F 25 | バヤンドゥー Bayandor        | レビングストン 造船所           | 1962年 8月20日 | 1963年 7月7日   | 1964年 5月15日 |                                    |
| イラン   | PF 104     | F 26 | ナグディ Naghdi              | レビングストン 造船所           | 1962年 9月12日 | 1963年 10月10日 | 1964年 7月22日 |                                    |
| イラン   | PF 105     | F 27 | ミラニアン Milanian          | レビングストン 造船所           | 1967年 5月1日  | 1968年 1月4日   | 1969年 2月13日 | 1982年、イラン・イラク戦争にて戦没 |
| イラン   | PF 106     | F 28 | カーナムイ Kahnamuie         | レビングストン 造船所           | 1967年 6月12日 | 1968年 4月4日   | 1969年 2月13日 | 1982年、イラン・イラク戦争にて戦没 |
| タイ王国 | PF 107     | 5    | ターピー HTMS Tapi           | アメリカン・ シップビルディング | 1970年 4月1日  | 1970年 10月17日 | 1971年 11月1日 |                                    |
| タイ王国 | PF 108     | 6    | キーリーラット HTMS Khirirat | ノーフォーク造船所              | 1972年 2月18日 | 1973年 6月2日   | 1974年 8月10日 |                                    |